# Chrotopterus auritus
El falso vampiro orejón (Chrotopterus auritus), también llamado vampiro falso lanudo, es una especie de murciélago nativo de América Central y Sudamérica, donde se lo encuentra desde el sur de México hasta el sur del Brasil, Paraguay y norte de la Argentina. Es la única especie del género Chrotopterus.

## Descripción
Por su aspecto, son a veces confundidos con su lejano pariente el vampiro, pero —a diferencia de éste, que es hematófago— el falso vampiro es un predador. Son de tamaño grande —es la segunda mayor especie del Continente Americano— y miden entre 78 y 84 mm de envergadura. De coloración parduzca, con pelaje largo y sedoso, con cola muy pequeña y nariz muy grande en forma de hoja.
Se alimentan de frutas, insectos, lagartijas, pequeños mamíferos, pájaros y murciélagos de menor tamaño; en ocasiones desdeñan los insectos como presas, si disponen de otros murciélagos para cazar. Si bien pueden llegar a levantar en vuelo un peso de 70 g, usualmente sus presas pesan entre 10 y 35 g.
Viven en bosques tropicales de llanura o de montaña, llegando a los 2.000 m s. n. m., y se refugian usualmente cuevas y troncos huecos, donde a veces llevan sus presas para devorarlas. Son voladores lentos, en parte por su tamaño, y prefieren volar entre 1 y 2 m sobre el suelo, usualmente en bosques densos.
Paren una única cría por vez, tras una gestación de más de cien días. Viven solitarios o formando colonias pequeñas, de no más de siete individuos, consistentes en una pareja de adultos y sus crías.